# Засулля (станція)
Засу́лля — проміжна залізнична станція 4-го класу Полтавської дирекції залізничних перевезень Південної залізниці на одноколійній неелектрифікованої лінії Бахмач-Пасажирський — Лохвиця між станціями Ромни та Біловоди. Розташована у селі Бобрик Роменського району Сумської області.

## Пасажирське сполучення
На станції зупиняються поїзди приміського сполучення Ромодан — Бахмач / Ромни.